# Rorippa podolica
Rorippa podolica är en korsblommig växtart som beskrevs av Zapal. Rorippa podolica ingår i släktet fränen, och familjen korsblommiga växter. Inga underarter finns listade i Catalogue of Life.